# Cirrhorheuma androconiata
Cirrhorheuma androconiata är en fjärilsart som beskrevs av Louis Beethoven Prout 1923. Cirrhorheuma androconiata ingår i släktet Cirrhorheuma och familjen mätare. Inga underarter finns listade i Catalogue of Life.